# Čebín (železniční zastávka)
Čebín je železniční zastávka (dříve též nákladiště, dle jiného zdroje dříve železniční stanice) ve stejnojmenné obci v Jihomoravském kraji poblíž Tišnova. Leží v nadmořské výšce 260 m n. m. na trati z Brna do Havlíčkova Brodu.
Provozovatelem je státní organizace Správa železnic. V zastávce není možno zakoupit jízdenky – obsluha cestujících je zajištěna ve vlaku.